# 本巣市立根尾小学校
本巣市立根尾小学校（もとすしりつ ねおしょうがっこう）は、岐阜県本巣市に存在した公立小学校。

## 概要
- 旧・本巣郡根尾村全域（根尾宇津志、根尾平野、根尾高尾、根尾水鳥、根尾板所、根尾樽見、根尾市場、根尾神所、根尾中、根尾越卒、根尾門脇、根尾長嶺、根尾大井、根尾天神堂、根尾長島、根尾能郷、根尾黒津、根尾越波、根尾大河原、根尾東板屋、根尾西板屋、根尾小鹿、根尾松田、根尾下大須、根尾上大須、根尾口谷、根尾奥谷）が通学区域であった。
- 2022年（令和4年）、根尾中学校と統合し、義務教育学校の本巣市立根尾学園の開校に伴い廃校[1][2]。
- 旧体育館は2023年（令和5年）に、BMXの屋内練習場として整備される予定である。

## 沿革
根尾小学校のHPでは、1905年（明治38年）に5つの尋常小学校（板所、水鳥、東板屋、西板屋、城山）が合併した「樽見尋常小学校」を起源としている。ここでは、統合前についても記述する。尚、この地域の一部では1872年（明治5年）の学制公布後も学校が開校されず、それぞれの村の有力者、僧侶、学識者が塾を開いて児童に教育していたという。
- 1873年（明治6年） - 
  - 東板屋村に精教学校が開校。
  - 板所村に精業第一学校が開校。
  - 水鳥村に精文学校が開校。
- 1878年（明治11年） - 
  - 精教学校が板屋学校、精業第一学校が板所学校、精文学校が水鳥学校に、それぞれ改称する。
  - 市場村に市場学校が開校。
  - 中村に中村学校が開校。
- 1887年（明治19年） - 
  - 板屋学校が東板屋簡易科小学校に、板所学校が板所簡易科小学校に、水鳥学校が水鳥簡易科小学校に、それぞれ改称する。
  - 市場学校と中村学校が合併し、中村簡易科小学校となる。
- 1889年（明治22年）7月1日 - 宇津志村、高尾村、水鳥村、松田村、大井村、大河原村、能郷村が合併し、西根尾村が発足。
- 1893年（明治26年） - 東板屋簡易科小学校が板屋尋常小学校に、板所簡易科小学校が板所尋常小学校に、水鳥簡易科小学校が水鳥尋常小学校に、中村簡易科小学校が城山尋常小学校に、それぞれ改称する。
- 1897年（明治30年）4月1日 - 
  - 小鹿村、松田村、上大須村、下大須村、板所村、板屋村、口谷村、奥谷村が合併し、東根尾村が発足。
  - 長嶺村、市場村、神所村、中村、越卒村、門脇村、天神堂村、長島村、黒津村、越波村が合併し、中根尾村が発足。
- 1904年（明治37年）4月1日 - 東根尾村、西根尾村、中根尾村が合併し、根尾村が発足。
- 1905年（明治38年） - 板屋尋常小学校、板所尋常小学校、水鳥尋常小学校、城山尋常小学校が統合し、樽見尋常小学校が開校。校舎は無く、板屋尋常小学校、板所尋常小学校、水鳥尋常小学校、城山尋常小学校を、分教場として使用。
- 1910年（明治43年） - 板屋分教場、城山分教場を廃止。これらの建物を移築し、統合校舎（南舎）とする。
- 1911年（明治44年） - 
  - 4月 - 樽見尋常高等小学校に改称する。
  - 　8月 - 統合校舎（北舎）が完成。板所分教場、水鳥分教場を廃止。
- 1915年（大正4年） - 農業補習学校を附設する。
- 1926年（大正15年） - 青年訓練所を附設する。
- 1933年（昭和8年） - 南舎を新築。
- 1941年（昭和16年）4月1日 - 樽見国民学校に改称する。
- 1947年（昭和22年）4月1日 - 根尾村立樽見小学校に改称する。
- 1954年（昭和29年） - 北舎を新築。
- 1972年（昭和47年）4月 - 奥谷小学校を統合する。
- 1979年（昭和54年） - 樽見小学校の敷地が国鉄樽見線敷設、奥美濃開発道路の建設予定地にかかり、移転が決まる。
- 1980年（昭和55年） - 新校舎完成。現在地に移転。
- 1981年（昭和56年）4月 - 松田小学校を統合する。
- 1995年（平成7年）4月 - 長嶺小学校を統合する。
- 1999年（平成11年）4月 - 高尾小学校を統合する。
- 2002年（平成14年）4月 - 根尾村立根尾小学校に改称する。
- 2004年（平成16年）2月1日 - 本巣町、真正町、糸貫町、根尾村が合併し本巣市が発足。同時に本巣市立根尾小学校に改称する。
- 2022年（令和4年）
  - 3月26日 - 閉校式を行う[2]。
  - 3月31日 - 廃校。